# ابی هالند
ابیگیل آرکین کیبل هالند (به انگلیسی: Abigail Arcane Cable Holland) یک شخصیت خیالی در کتاب‌های کامیک آمریکایی منتشر شده توسط دی‌سی کامیکس است. او خواهرزاده شخصیت بدذات آنتون آرکین، همسر سابق متیو کیبل (با نام مستعار دیریم ریون متیو)، و همچنین همسر و شریک سوامپ تینگ و از او مادر تفی هالند است. شخصیت ابی هالند توسط لن وین و برنی رایتسون خلق شده‌است؛ که برای نخستین بار در شمارهٔ ۳ از مجموعه سوامپ تینگ (مارس ۱۹۷۳) حضور پیدا کرد. توانایی‌های ماورای طبیعی هالند شامل همدلی، دورآگاهی و دورجنبی می‌باشد.
کاری ورر نقش این شخصیت را در مجموعه تلویزیونی سوامپ تینگ (۱۹۹۰)، و کریستال رید در سوامپ تینگ (۲۰۱۹) ایفا کرده‌است